# Miles Platting
Miles Platting é uma parte interna da cidade de Manchester, Inglaterra, 1,4 milhas (2,3 quilômetros) nordeste do centro da cidade de Manchester ao longo do Canal Rochdale e da estrada A62, delimitada por Monsall ao norte, Collyhurst a oeste, Newton Heath a leste e Bradford, Holt Town e Ancoats ao sul.
Historicamente parte do município de Newton Heath, Lancashire, Miles Platting começou a aparecer em mapas na década de 1820, quando começou a se expandir para um distrito industrial como resultado da Revolução Industrial. Esse crescimento industrial resultou em uma população que se tornou muito grande para o tamanho do distrito, resultando em moradias densamente lotadas que haviam se degenerado em favelas em 1950. Como resultado disso, o crime aumentou e a área tornou-se uma parte economicamente carente da cidade.
A Miles Platting passou por uma extensa remodelação e regeneração, com os antigos terraços de favelas removidos para dar lugar a moradias municipais.

## História

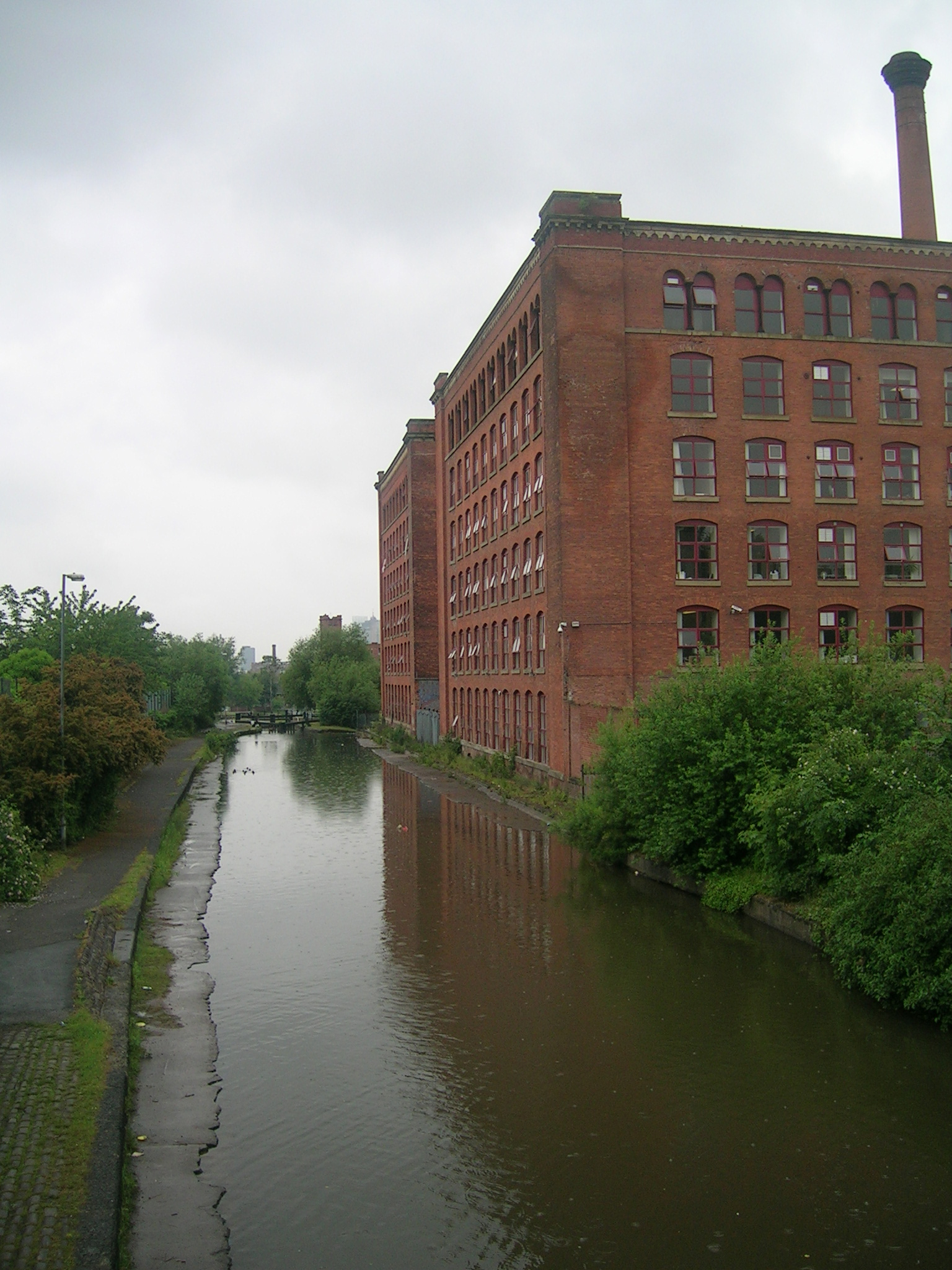
Canal Rochdale, localizado na Miles Platting.

A origem do nome permanece incerta, mas uma sugestão é que pode derivar da palavra platt, significando um pequeno pedaço de terra, com miles sendo derivado de mills. Daí, Miles Platting pode significar "moinhos em um pequeno espaço territorial".[carece de fontes?]
A Miles Platting certamente tinha muitos moinhos em meados do século XIX: Holland Mill, Victoria Mill e Ducie Mill estavam entre os maiores. Na década de 1870, uma fábrica de produtos químicos, um pátio de madeira, fábricas de gás e um curtume também estavam operando na área ao lado das muitas usinas. Esse volume de indústria em uma área relativamente pequena levou inevitavelmente à construção de moradias densamente compostas para fornecer casas para a força de trabalho necessária. Em meados do século XX, com o declínio da indústria manufatureira e o fechamento de suas indústrias locais, a Miles Platting tornou-se uma área de favela habitada por uma comunidade carente. Hoje, a Miles Platting contém pouco menos de duas mil unidades habitacionais, muitas delas gerenciadas pela Adactus Housing Association em nome do Conselho Municipal de Manchester, incluindo doze blocos de vários andares. A área, uma vez reconhecida como estando entre as mais carenciadas do Reino Unido, beneficiou do regime de regeneração urbana substancial para o leste de Manchester iniciado no final dos anos 90.
A Estação ferroviária de Miles Platting ficava na junção das linhas de Manchester Victoria a Oldham e Stalybridge, mas esta foi fechada em 1995, e a estação foi posteriormente demolida. A linha férrea, que permanece aberta para o tráfego de passageiros, separa a Miles Platting de Collyhurst e Monsall.[carece de fontes?]
Entre 1839 e 1844, a área foi também a localização da Estação Ferroviária Oldham Road, o terminal original para o Manchester and Leeds Railway até que a linha foi estendida para a Estação de Manchester Victoria no último ano. A estação foi então convertida para se tornar um importante depósito de mercadorias ferroviárias pela Lancashire and Yorkshire Railway, permanecendo em uso até a década de 1960.[carece de fontes?]

## Governança
A Miles Platting foi incorporada na cidade de Manchester em 1838.[carece de fontes?]

## Marcos históricos
Um edifício proeminente de Miles Platting é a Victoria Mill, uma enorme fábrica de algodão que se ergue sobre o distrito e agora abriga escritórios e apartamentos. Sua restauração foi dirigida pelo padre Dominic Kirkham de Corpus Christi.

## Religião
Historicamente, grande parte da população de Miles Platting era de origem irlandesa católica ou italiana, como evidenciado pelo grande Priorado de Corpus Christi na Varley Street. A basílica é servida desde 1889 pela Ordem Norbertina (Premonstratense), tornando-se uma canonária independente da ordem em 2004. Devido a números decrescentes e custos de montagem e manutenção, a basílica está fechada; a missa final foi celebrada pelo Bispo de Salford em 27 de abril de 2007. a basílica foi convertida na Sala de Banquetes da Usmania.
De 1880 até a limpeza das favelas da década de 1970, havia uma corporação do Exército da Salvação em Cash Street.
Miles Platting está na Diocese Católica Romana de Salford, e na Diocese Anglicana de Manchester.

## Transporte
A maioria das rotas de ônibus são operadas pela Stagecoach Manchester. Os ônibus do centro da cidade incluem 74, 76, 76A. A rota de ônibus 77 oferece duas viagens matinais de Moston via Newton Heath. A MCT também oferece o serviço 217 da Shudehill Interchange para Ashton via Clayton.